# Войско Ахеменидов
Войско Ахемени́дов (др.-перс. spāda-) — регулярное войско Державы Ахеменидов — первой Персидской империи (VI—IV века до н. э.), являвшееся одним из основных элементов древнеиранского общества и государства.

## Численность
Самое раннее упоминание о вооружённых формированиях древних иранцев сохранилось в «Авесте». Так, например, народное ополчение названо «*kāra-», которое сохранилось в современном персидском языке в таких словах как «kārzār» ‘битва’, «peykār» ‘сражение, противостояние’, «kārwān» ‘караван’ (в древности — ‘военная колонна, обоз’). От «*kāra-» произошли древнеиранские мужские имена собственные *Kāra-pāna- ‘хранитель, попечитель войска’, *Kārana- ‘воин’ и *Kārapati- ‘глава войска’.
В древнеиранском войске особую роль играли колесничие, которые назывались «raθaē-štar-» (от raθa- ‘колесница’ + štar- ‘стоящий’). Именно от этого термина через пехл. artēštār произошло слово «arteš» в значении «армия» в современном персидском языке.
Первая профессиональная армия у древних иранцев появилась в Ахеменидской империи (550—330 до н. э.). Войско называлось spāda-, было организовано по десятичной системе и делилось на десятки (др.-перс. daθa-), сотни (др.-перс. θata-), тысячи (др.-перс. hazāra-) и десятки тысяч (др.-перс. baivara-), во главе которых стояли десятники (daθapati-), сотники (θatapati-), тысяцкие (hazārapati-) и темники (baivarapati-). Главнокомандующий войсками назывался spādapati- или kārana-.

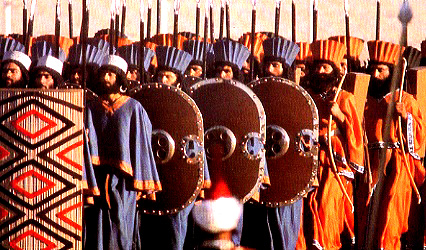
Современная реконструкция армии Ахеменидов (бессмертные) в церемониальной одежде в честь празднования 2500-летия Ирана

По подсчётам греческих историков, это войско достигало численности в 700 тыс. солдат и офицеров. Самостоятельно могли проводить операции соединения персидской армии в 50—80 тыс. солдат. Современные историки полагают, что численность персидской армии была сильно завышена в античной исторической литературе. По-видимому, она была соизмерима с численностью армии Древней Македонии, а её костяк составляли т. н. бессмертные («амртака», элитный корпус из 10 тыс. воинов) к которым присоединялось территориальное ополчение во главе с сатрапами. После царя самым высшим чином в войске в то время был хилиарх (др.-перс. hazārapati- ‘тысяцкий’), после которого обычно перечисляются лохаги и илархи (др.-перс. θatapati-  ‘сотники’). В битве при Гавгамелах со стороны персов упоминаются 15 командиров, равных по статусу сатрапам.

## Состав

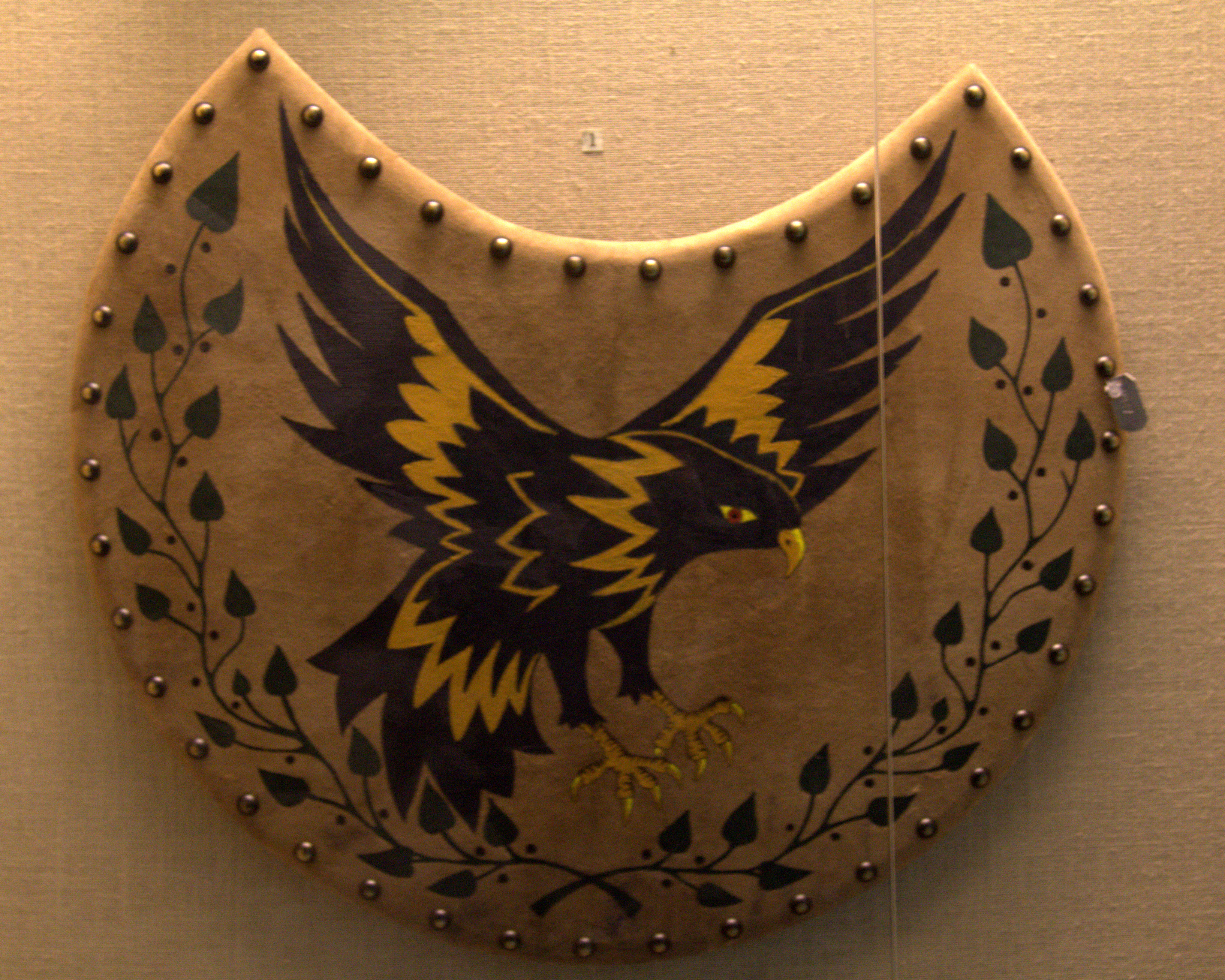
Персидский щит

В армии Ахеменидов существовало разделение на пехоту и конницу (асабара, asabāra). Пехотинцы делились на пращников, лучников и копейщиков (называемых арштибара и спарабара). Во время македонского нашествия у персов появился аналог греческих гоплитов — кардаки. В начале боя противника закидывали камнями пращники и осыпали градом стрел лучники. Часто эту функцию выполняло кавказское ополчение такабара (метатели дротиков). Затем в бой вступали основные силы. Конница обыкновенно располагалась по флангам.
Из этнических подразделений Ахеменидов помимо персов известны: мидяне, сирийцы (Келесирии и Междуречья), вавилоняне, армяне, албаны, карийцы, парфяне, бактрийцы, согдийцы, инды, саки, греки-гоплиты (их численность могла достигать 30—50 тыс. солдат) и даже македоняне (во время греко-персидских войн).

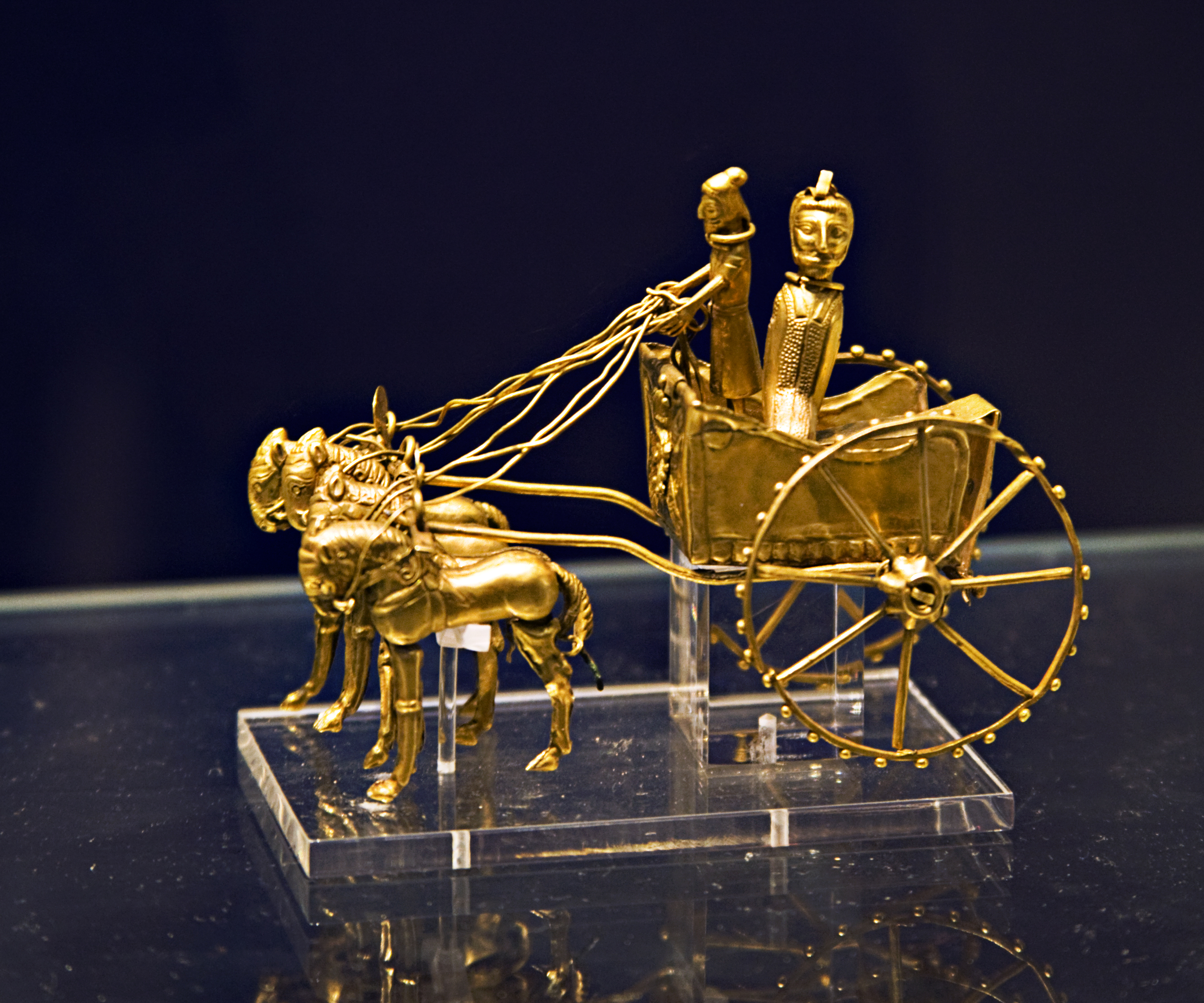
Модель персидской колесницы

При войске имелись повозки с котлами, коврами, кубками и даже наложницами. При войне со скифами особо отличились ослы, которых использовали в армии Ахеменидов в качестве вьючных животных. В армии были инженеры, способные наводить понтонные мосты через водные преграды, помогать в осаде городов или при возведении лагерей (станов) из шатров. Также при войске находились соглядатаи, способные вести разведку. Для связи использовались гонцы.
Значительную роль играл флот из бирем, трирем и пентер, ведущая роль в котором принадлежала финикийцам. Флот Ахеменидов базировался преимущественно в Тире и Сидоне. Корабли имели по 30 вёсел и до 2 мачт по две рее на каждой. Общее количество кораблей достигало 400

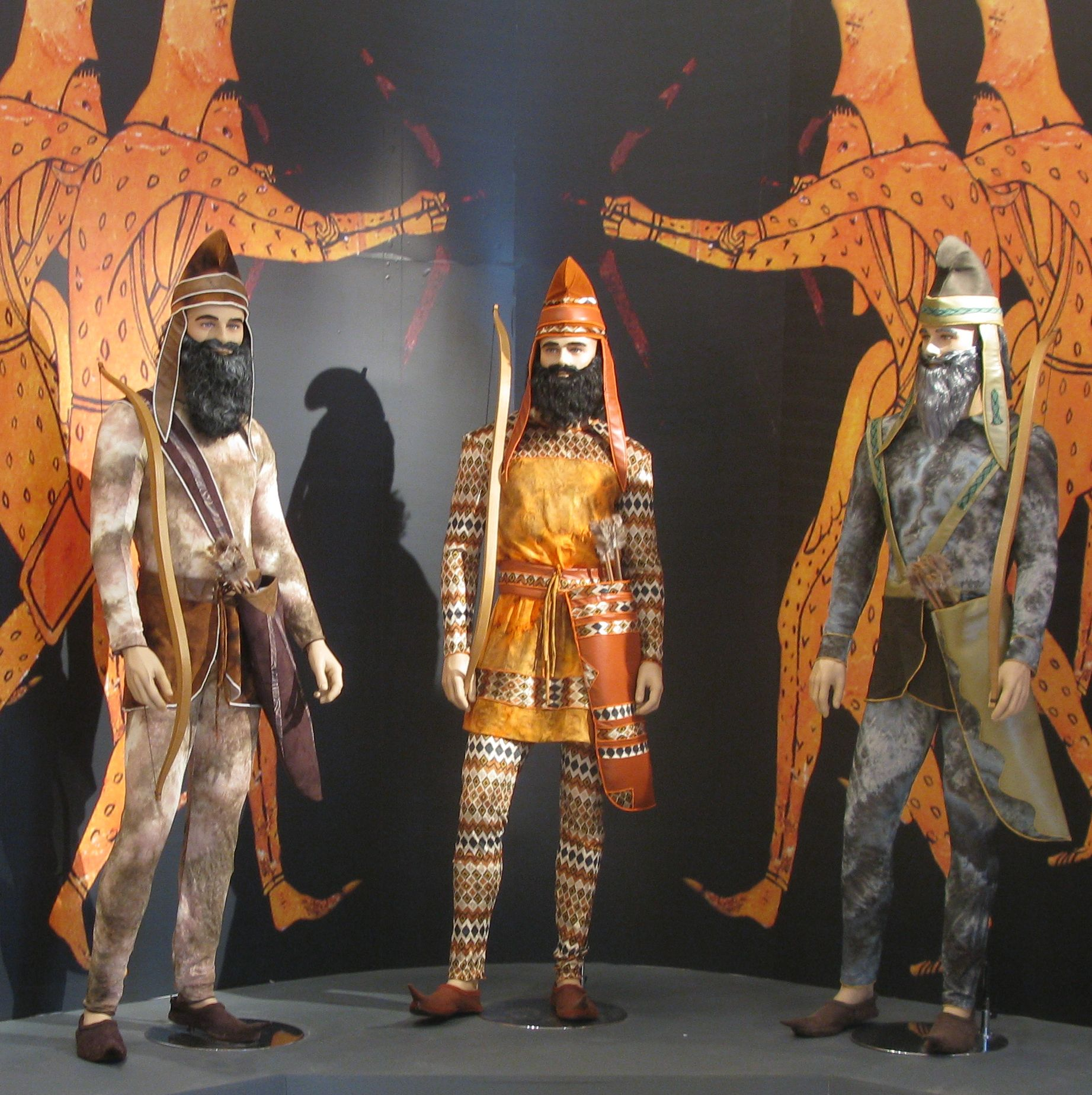
Персидские пехотинцы

## Обмундирование и вооружение
Персидские воины носили войлочные шапки (тиары), штаны-анаксириды, хитоны с рукавами (рубахи) и пурпурные кафтаны. Из вооружений персидские воины имели панцири и «чешуйчатые доспехи», плетёные щиты, копья, лук и стрелы, дротики, короткие мечи-акинаки. Особенностью персидской армии были серпоносные колесницы (ок. 200) и боевые слоны (15).

## Символика
Знаком отличия армии Ахеменидов был штандарт, на котором был изображён золотой орёл с распростёртыми крыльями.